# Poporodní psychóza

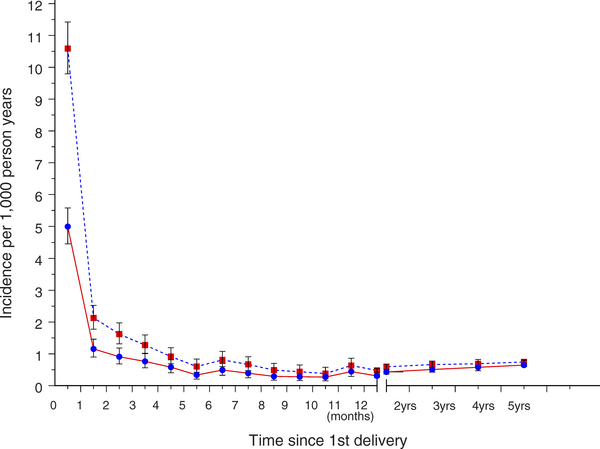
Obr. 1. Výskyt psychózy u švédských prvorodiček. Plná čára znázorňuje výskyt u žen bez předchozí psychiatrické diagnózy.

Poporodní psychóza (nebo také Laktační psychóza či Postpartum psychosis) je závažný psychický stav, který je doprovázen extrémními výkyvy nálad, depresemi, poruchami soustředění, výpadky paměti, silným rozrušením a změnami vnímání času. Matky ztrácí kontakt s realitou, často trpí bludy a halucinacemi, přičemž si těchto stavů nejsou vůbec vědomy. Tyto symptomy se začínají objevovat dva týdny po porodu, trvají od 2 do 12 týdnů a jsou velmi proměnlivé. Tento stav často vyžaduje hospitalizaci, léčbu antipsychotickými medikamenty, stabilizátory nálad a dokonce i v některých případech, kdy se objevuje vysoké riziko sebevraždy, i léčbu elektrickými šoky.
Nejrizikovější faktory, které by mohly ohrozit matku i dítě na životě, se u poloviny žen s poporodní psychózou neobjevují. Ovšem ženy, u kterých se již nějaké psychické problémy objevily, či trpí bipolární poruchou nebo v jejich rodině jsou psychické poruchy časté, mají vyšší riziko být hrozbou pro sebe i své dítě. Také ženy, které byly hospitalizovány pro jejich psychické zdraví hned po porodu, jsou více vystaveny sebevražedným tendencím během prvního roku po porodu.
Laktační psychóza se odlišuje od poporodní deprese nebo poporodního blues. Definice není nijak formálně diagnostikována, ale je velmi klinicky rozšířena. Je potřeba formální diagnostické kategorizace a vědeckého zkoumání, aby bylo více zjištěno o jejich příčinách a následné pomoci a prevenci. 

## Průběh a symptomy
Symptomy se obvykle náhle objevují během prvních dvou týdnů po porodu. Často se obměňují a rychle se mění. Mezi nejtypičtější patří náhlé změny nálad, deprese, silná zmatenost, ztráta zábran, paranoia, halucinace a bludy.  Když laktační psychózu porovnáme s poporodním blues, který po porodu mívá až polovina rodiček, tak ten se vyznačuje jen mírnými změnami nálad, úzkostí a přecitlivělostí, které se objevují přibližně 3 až 4 dny po porodu a trvají něco kolem jednoho týdne. Také ji nesmíme zaměnit s poporodní depresí, tu zažívá kolem 10 až 15% všech matek a je více podobná závažné depresivní poruše.

## Rizikové faktory
25 až 50 % žen, které v minulosti zažily nějakou psychickou nemoc, má zkušenosti s laktační psychózou. Přibližně 37 % žen, které mají problémy s bipolární poruchou, zažívají obdobné zkušenosti i s poporodní psychózou. Ženy, u kterých tato psychóza nastala, mají zhruba 30% šanci, že při dalším otěhotnění nastanou obdobné problémy. 
Přibližně polovina žen, které prožily laktační psychózu, neměly žádné rizikové faktory. Mnoho dalších potenciálních faktorů, které by mohly být typické pro laktační psychózu, jako jsou například komplikace při porodu, porod císařským řezem, pohlaví dítěte, délka těhotenství, různé změny v konzumaci léků a psychosociální faktory, byly zkoumány a neukázaly žádnou přímou souvislost a vztah s poporodní psychózou. Jediný rizikový faktor, který byl zaznamenán, je, že laktační psychóza se stává častěji prvorodičkám než ženám, které již prošly bezproblémovým porodem. Ovšem nebylo vysvětleno, proč tomu tak je.
Dle statistik se můžeme domnívat, že genetika zde hraje jistou roli, jelikož ženy, jejichž blízké příbuzné (matky nebo sestry) zažily laktační psychózu a zároveň v minulosti trpěly nějakou psychickou poruchou, mají 70% pravděpodobnost, že také u nich tato psychóza nastane. Ty, které mají tuto poruchu pouze ve své rodinné historii, jsou vystaveny 33% šanci, že u nich také nastane. I když byly nalezeny jisté podobnosti v rámci genetické výbavy, tak zatím nic z toho nebylo potvrzeno. Ohledně původu laktační psychózy a její dědičnosti je stále mnoho otázek.

## Prevence
Rozhodnutí pro ženy, které berou medikamenty kvůli jejich psychickému zdraví, jestli je nadále brát i během těhotenství či dokonce během kojení je velmi závažné. Nemáme k dispozici žádná data ani studie, které by napomohly k tomuto rozhodnutí a  zároveň mohly naznačit, zda je možno tomuto stavu předejít. Také není jasné, zda by ženy, u kterých je vysoká pravděpodobnost onemocnění, měly brát antipsychotika jako prevenci vůči této psychóze. Je doporučeno, aby ženy, které mají vysoké riziko laktační psychózy, byly monitorovány psychiatry již během těhotenství a informovaly o tom svého lékaře.

## Zotavení
Nejčastější symptomy většinou trvají od 2 do 12 týdnů a trvání rekonvalescence se pohybuje kolem 6 měsíců až jednoho roku. Ženy často při rekonvalescenci zažívají těžkosti a mají nízké sebevědomí, ale ve většině případů dojde k plnému uzdravení. Při zotavování se také může objevit problém ve vytváření vazby mezi matkou a dítětem, kdy žena během svých epizod může na dítě zanevřít či tvrdit, že bylo dítě zaměněno. Nakonec si ale dokáže vytvořit s dítětem zdravý vztah.
Přibližně polovina žen, které prožily laktační psychózu, je vystavena velkému riziku dalších psychických problémů, nehledě na to, že by měla být znovu těhotná.